# Кханал, Дурга Кешар
Дурга Кешар Кханал (непальск. दुर्गाकेशर खनाल; род. 12 июля 1948, Бирендранагар, Суркхет, Карнали-Прадеш, Непал) — непальский политический и государственный деятель, губернатор Карнали-Прадеш (2018—2019).

## Биография
Родился 12 июля 1948 года в городе Бирендранагар, район Суркхет, Непал.
После окончания средней школы и получения университетского образования начал политическую карьеру в качестве члена «Непальского конгресса».
19 января 2018 года президент Бидхья Деви Бхандари назначила его первым губернатором провинции Карнали-Прадеш по рекомендации Правительства и Совета министров Непала. На этой должности он пробыл до 3 ноября 2019 года.